# Anas Dahani
Anas Dahani (Marrakesh, 14 december 1999) is een Marokkaans zaalvoetballer die doorgaans als middenvelder speelt.

## Clubcarrière
Anas Dahani wordt geboren in Marrakesh en sluit zich op jonge leeftijd aan bij het opleidingscentrum van Kawkab Marrakech. Hij raakt geblesseerd aan zijn knie en loopt een dubbele elleboogbreuk op, waardoor hij anderhalf jaar niet op het veld kan staan.
Na zijn terugkeer op het veld besluit hij over te stappen naar futsal en voegt hij zich bij de amateurclub Nasr Marrakech. Daar wordt hij opgemerkt en gerekruteerd door KACM Marrakech. Enkele maanden later wordt hij getransfereerd naar Chabab Mohammedia. Met deze club wint hij tweemaal het kampioenschap (sportseizoenen 2021-2022 en 2022-2023).
Na drie jaar in Mohammédia gaat Anas halverwege het seizoen 2023-2024 naar Faucon Agadir, waarmee hij het kampioenschap en de beker van de troon wint.
Na alleen in Marokko te hebben gespeeld, waagt Anas Dahani voor het eerst de sprong naar het buitenland op 24-jarige leeftijd. Hij sluit zich aan bij FCK De Hommel, een club uit de Nederlandse Eredivisie. De club kondigt zijn komst aan op 8 november 2024.

## Interlandcarrière
Eind februari 2023 ontvangt hij zijn eerste oproep van Hicham Dguig voor twee dubbele confrontaties: tegen Irak en Estland. Op 2 maart 2023 speelt hij zijn eerste wedstrijd voor Marokko, tegen Irak in Rabat.
Hij neemt deel aan de volgende stage tijdens het internationale toernooi van Marokko, waaraan Kroatië, Japan en Frankrijk deelnemen. De Marokkanen winnen het toernooi op eigen bodem, na een overwinning tegen Japan (3-2) en twee gelijke spelen, tegen Kroatië (3-3) en Frankrijk (4-4). Dahani speelt niet in de eerste wedstrijd tegen Japan, maar komt wel in actie tegen Kroatië en Frankrijk.
In het kader van de voorbereidingen voor de Arabische Cup 2023 wordt Anas Dahani opgeroepen voor een dubbele confrontatie tegen Slowakije op 27 en 29 mei in het Mohammed VI Complex. De eerste wedstrijd eindigt in een Marokkaanse overwinning (3-0). Hij scoort zijn eerste interlanddoelpunt tijdens de tweede wedstrijd, die ook door Marokko wordt gewonnen (3-0).
Hij wordt door Hicham Dguig opgeroepen voor de Arabische Cup die van 6 tot 16 juni 2023 in Jeddah plaatsvindt en waar Marokko voor de derde keer triomfeert. Hoewel hij in de groep zit en op de bank zit, komt Anas Dahani tijdens het toernooi niet in actie. Op 9 augustus 2023 scoort hij een doelpunt tegen Roemenië in een wedstrijd die Marokko wint met 6-1.
Tijdens de Futsal Wereldbeker in Oezbekistan wordt hij in de kwartfinale uitgeschakeld door Brazilië, de uiteindelijke wereldkampioen van deze editie in 2024.

## Erelijst
| Competitie      |                |                    |                |                |
| Competitie      | Aantal         | Jaren              |                |                |
| SCC Mohammédia  | SCC Mohammédia | SCC Mohammédia     | SCC Mohammédia | SCC Mohammédia |
| --------------- | -------------- | ------------------ | -------------- | -------------- |
| Futsal D1       | 2x             | 2021/22 en 2022/23 |                |                |
| ASF Agadir      |                |                    |                |                |
| Futsal D1       | 1x             | 2023/2024          |                |                |
| Marokkaanse Cup | 1x             | 2023               |                |                |
| Marokko         |                |                    |                |                |
| Afrika-Cup      | 1x             | 2024               |                |                |
| Arab Cup        | 1x             | 2024               |                |                |